# قرمز (فیلم ۱۳۷۷)
قرمز فیلمی است به نویسندگی و کارگردانی فریدون جیرانی و تهیه‌کنندگی سید غلامرضا موسوی و حبیب اسماعیلی محصول سال ۱۳۷۷ است. ترانه این فیلم با نام «عاشقم من» توسط بابک امینی اجرا شده است.

## خلاصه فیلم
هستی، زنی است که از همسر درگذشته خود دختری به نام طلا دارد، و با جوانی متمول به نام ناصر ملک ازدواج کرده است. همسر جدید او دچار بیماری سوءظن یا اختلال شخصیت پارانوئید است و مدام او را کتک می‌زند. هستی پس از مراجعه به عمویش، به درخواست قاضی دادگاه و به منظور ایجاد آرامش در محیط خانه، تصمیم می‌گیرد از شغل مورد علاقه اش (پرستاری) دست بکشد. اما باز هم مشکلات آنها حل نمی‌شود. ناصر حتی تحمل نمی‌کند که هستی را در حال صحبت با تلفن، یا در خیابان در حال خرید ببیند و به ضرب و شتم او می‌پردازد. هستی که دیگر طاقت تحمل ندارد، از دادگاه درخواست طلاق می‌کند و قاضی به رغم اظهار عشق ناصر از او می‌خواهد به پزشکی قانونی برود تا وضعیت روانی اش مورد بررسی قرار گیرد. هستی بار دیگر سر کار خود برمی‌گردد، اما در می‌یابد  ناصر، طلا دختر هستی را برداشته و به خانه پدری خود برده است و اکنون از او می‌خواهد برای صرف شام به آنجا برود. هستی به همراه یک زوج خبرنگار که دررفت و  آمدهایش به دادگاه با آنها آشنا شده بود به محل خانه پدری همسرش می‌رود. غافل از اینکه ناصر و خواهرش در کمین او نشسته‌اند… 

## بازیگران
| بازیگر           | نقش           |
| ---------------- | ------------- |
| محمدرضا فروتن    | ناصر ملک      |
| هدیه تهرانی      | هستی مشرقی    |
| کمند امیرسلیمانی | منیر ملک      |
| سعید پیردوست     | عموی هستی     |
| توران مهرزاد     | مادر ناصر     |
| شهره سلطانی      | نیلوفر محبوبی |
| پیمان شریعتی     | بهمن روانبخش  |
| شهریار اسدی      | حامد رئوف     |
| حسن تسعیری       | قاضی          |
| سیامک اشعریون    | مدیر رستوران  |
| فرشته میرزایی    | زن‌عموی هستی   |
| جلال اسماعیل‌زاده | بازپرس        |
| طلا عسگری        | طلا           |

طبق گفته فریدون جیرانی نویسنده و کارگردان فیلم نقش اول فیلم در اول به ابوالفضل پورعرب پیشنهاد داده شد و او ابوالفضل پورعرب را برای نقش اول انتخاب کرده بود که پورعرب پس از خواندن فیلمنامه این نقش را نپذیرفت و باعث دلخوری فریدون جیرانی از ابوالفضل پورعرب شده بود ابوالفضل پورعرب در یک مصاحبه بیان کرد دلیل اینکه این نقش را رد کرده این بود که نمیخواست نقش بد و منفی در مقابل هدیه تهرانی بازی کند.

## جوایز
- نامزد جایزه بالن طلایی بهترین فیلم جشنواره سه قاره - ۱۹۹۹
- نامزد جایزه بهترین فیلم جشنواره بین‌المللی فیلم فورت لودردیل - ۱۹۹۹
- برنده سیمرغ بلورین بهترین بازیگر نقش اول مرد برای محمدرضا فروتن در هفدهمین دوره جشنواره فیلم فجر - ۱۳۷۷
- برنده سیمرغ بلورین بهترین بازیگر نقش اول زن برای هدیه تهرانی در هفدهمین دوره جشنواره فیلم فجر - ۱۳۷۷
- لوح زرین بهترین بازیگر نقش دوم زن برای کمند امیرسلیمانی در هفدهمین دوره جشنواره فیلم فجر - ۱۳۷۷
- برنده تندیس بهترین بازیگر نقش اول برای محمدرضا فروتن در سومین دوره جشن خانه سینما - ۱۳۷۸
- برنده تندیس بهترین تدوین برای روح‌الله امامی در سومین دوره جشن خانه سینما - ۱۳۷۸
- نهمین فیلم سال، دوره چهاردهم انجمن منتقدان و نویسندگان سینمایی ایران - ۱۳۷۸